# Grb Občine Domžale
Grb Občine Domžale je upodobljen na ščitu pozno gotskega obdobja sanitske oblike, na keterem so na modri podlagi upodobljeni trije zlati žitni klasi, ki so med seboj prepleteni v slamnikarsko kito. Žitne bilke se proti sredini grba dvigajo iz treh strani njegovega dna. Na sredini grba se spletajo v slamnato kito vertikalno do glave ščita. Na tem mestu se razpletejo v šopek treh žitnih klasov, ki segajo s svojimi resami v desni kot do sredine zgornje stranice ščita in v levi kot ščita. 
Zlati rob ščita služi le kot grbovni okras.